# Matías Moya
Matías Hernán Moya (Neuquén, 26 marzo 1998) è un calciatore argentino, centrocampista del Colo-Colo.

## Caratteristiche tecniche
È un esterno sinistro.

## Carriera
Cresciuto nelle giovanili del River Plate, ha esordito in prima squadra il 5 dicembre 2016 in occasione del match di campionato perso 1-0 contro l'Independiente.

## Palmarès

### Club

#### Competizioni nazionali
- Campionato cileno: 1

Colo-Colo: 2024
- Copa Chile: 1

Colo-Colo: 2023
- Supercopa de Chile: 1

Colo-Colo: 2024